# Воррен (Іллінойс)
Воррен (англ. Warren) — селище (англ. village) в США, в окрузі Джо-Дейвісс штату Іллінойс. Населення — 1323 особи (2020).

## Географія
Воррен розташований за координатами 42°29′39″ пн. ш. 89°59′26″ зх. д. / 42.49417° пн. ш. 89.99056° зх. д. (42.494292, -89.990690).  За даними Бюро перепису населення США в 2010 році селище мало площу 2,50 км², уся площа — суходіл. В 2017 році площа становила 2,67 км², уся площа — суходіл.

## Демографія
Згідно з переписом 2010 року, у селищі мешкало 1428 осіб у 626 домогосподарствах у складі 397 родин. Густота населення становила 570 осіб/км².  Було 693 помешкання (277/км²).
Расовий склад населення:
| - 98,2 % — білих - 0,6 % — чорних або афроамериканців - 0,1 % — корінних американців - 0,1 % — азіатів |

До двох чи більше рас належало 0,6 %. Частка іспаномовних становила 1,4 % від усіх жителів.
За віковим діапазоном населення розподілялося таким чином: 21,9 % — особи молодші 18 років, 59,2 % — особи у віці 18—64 років, 18,9 % — особи у віці 65 років та старші. Медіана віку мешканця становила 43,4 року. На 100 осіб жіночої статі у селищі припадало 92,7 чоловіків;  на 100 жінок у віці від 18 років та старших — 87,4 чоловіків також старших 18 років.
Середній дохід на одне домашнє господарство  становив 55 422 долари США (медіана — 47 266), а середній дохід на одну сім'ю — 71 601 долар (медіана — 62 250). За межею бідності перебувало 10,8 % осіб, у тому числі 15,9 % дітей у віці до 18 років та 11,9 % осіб у віці 65 років та старших.
Цивільне працевлаштоване населення становило 777 осіб. Основні галузі зайнятості: роздрібна торгівля — 18,9 %, виробництво — 18,3 %, освіта, охорона здоров'я та соціальна допомога — 15,3 %.